# Жанатоганський сільський округ (Каркаралінський район)
Жанатоганський сільський округ (каз. Жаңатоған ауылдық округі, рос. Жанатоганский сельский округ) — адміністративна одиниця у складі Каркаралінського району Карагандинської області Казахстану. Адміністративний центр — село Жанатоган.
Населення — 545 осіб (2021; 818 у 2009, 1189 у 1999, 1178 у 1989).
Станом на 1989 рік існувала Жанатаганська сільська рада (села Єжебай, Жанатаган, Керегетас).

## Склад
До складу округу входять такі населені пункти:
| Населений пункт | Населення, осіб (1989) | Населення, осіб (1999) | Населення, осіб (2009) | Населення, осіб (2021) |
| --------------- | ---------------------- | ---------------------- | ---------------------- | ---------------------- |
| Єжебай, село    | 224                    | 214                    | 124                    | 58                     |
| Жанатоган, село | 836                    | 868                    | 694                    | 487                    |
| Керегетас, село | 118                    | 107                    | -                      | -                      |